# Porrogszentkirály
Porrogszentkirály (szlovénül: Porog, horvátul: Sekral) község Somogy vármegyében, a Csurgói járásban, a Zalaapáti-hát területén.

## Fekvése
Csurgó nyugati szomszédságában fekszik, a horvát határ közelében; központjának déli részén a 6808-as út halad keresztül, Porrog és Surd felé a 6813-as út indul innen. 
A hazai vasútvonalak közül a településen a Dombóvár–Gyékényes-vasútvonal halad át, melynek egy megállási pontja van itt; Porrogszentkirály megállóhely körülbelül 3 kilométerre található a falutól, azonban 2022. december 11-től a vonatok itt már nem állnak meg.
A szomszédos települések: Porrog, körülbelül 1,5 kilométerre, valamint Gyékényes és Csurgó, egyaránt mintegy 5-5 kilométerre.

## Története
Porrogszentkirály neve az 1332–1337. évi pápai tizedjegyzékben fordult elő először. 1550-ben Török János, 1583-ban a Zrínyi család volt a földesura. A falu az 1565-1566. évi török kincstári adólajstrom szerint csak 3, 1571-ben 12 házból állt. 1715-ben 11 háztartását írták össze; ekkor birtokosa őrgróf Turinetti Herkules József Lajos volt. 1773-ban már Festetics Kristóf birtoka volt, és a 20. század első éveiben is herceg Festetics Tasziló volt a nagyobb birtokosa. 
A falu evangélikus temploma 1843-ban épült. 
A községben 2007-ben 278 fő élt és összesen 150 lakás volt.

### Egy legenda az elnevezéséről
Elnevezését Szent László királyunkról kapta, amikor ezen a kicsi falun haladt át. Egy paraszt épp akkor ment arra és észrevette, hogy a király szekeréből kiesett egy csavar (miközben ő aludt) és mindjárt kiesik a kereke. A hős ember odafutott és az ujját bedugta a hiányzó csavar helyére, így megmenekült a király. A szekér megbillent, a király felébredt és észrevette az embert, aki kívánhatott valamit. A parasztember kívánsága az volt, hogy ezután ne Porrog, hanem Porrogszentkirály legyen a falu neve.

## Közélete

### Polgármesterei
- 1990–1994: Horváth Ferenc (független)[5]
- 1994–1998: Horváth Ferenc (független)[6]
- 1998–2002: Horváth Ferenc (független)[7]
- 2002–2006: Szlávecz Károlyné (független)[8]
- 2006–2010: Szlávecz Károlyné (független)[9]
- 2010–2014: Szlávecz Károlyné (Fidesz-KDNP)[10]
- 2014–2019: Szlávecz Károlyné (Fidesz-KDNP)[11]
- 2019–2024: Szlávecz Károlyné (Fidesz-KDNP)[12]
- 2024– : Sántosiné Herman Anita (független)[1]

## Népesség
A település népességének változása:
| Lakosok száma | 278  | 278  | 282  | 245  | 262  | 259  | 251  |
|               | 2013 | 2014 | 2015 | 2021 | 2022 | 2023 | 2024 |

A 2011-es népszámlálás során a lakosok 93,1%-a magyarnak, 19,4% cigánynak, 1% horvátnak, 0,3% németnek mondta magát (6,9% nem nyilatkozott; a kettős identitások miatt a végösszeg nagyobb lehet 100%-nál). A vallási megoszlás a következő volt: római katolikus 43,9%, református 2,1%, evangélikus 32,9%, felekezet nélküli 4,8% (16,3% nem nyilatkozott).
2022-ben a lakosság 87,4%-a vallotta magát magyarnak, 6,9% cigánynak, 0,4% németnek, 0,4% szerbnek, 0,4% egyéb, nem hazai nemzetiségűnek (12,6% nem nyilatkozott; a kettős identitások miatt a végösszeg nagyobb lehet 100%-nál). Vallásuk szerint 46,2% volt római katolikus, 26,3% evangélikus, 3,4% református, 0,4% görög katolikus, 0,4% egyéb keresztény, 1,5% felekezeten kívüli (21,4% nem válaszolt).

## Nevezetességei
- Tájház
- Evangélikus templom
- Katolikus templom
- Szent István mellszobra
- Erdei iskola
- Porrogszentkirályt körülvevő erdő (Duna-Dráva Nemzeti Park)
- Fő tér

## Híres emberek
- Itt élt és működött 1784-től 1835-ben bekövetkezett haláláig Ballér István író, lelkész és esperes.

## További információ
- A település honlapja